# Gerolamo Lo Savio
Gerolamo Lo Savio (Monopoli, 1857 – Roma, 1932) è stato un regista italiano del cinema muto.

## Biografia
Di professione avvocato, dal 1909 fu direttore amministrativo della Film d'Arte Italiana di Roma, manifattura cinematografica del consorzio Pathé.
Nella casa svolse anche il ruolo di regista di alcune pellicole a partire dalla Carmen, a cui fecero seguito film come Pia de' Tolomei (1910), Bonifacio VIII (1911) , Cesare Borgia (1912), L'ultima danza (1915).
Fu lo scopritore dell'attrice Francesca Bertini.

## Filmografia
- Carmen (1909)
- Il mercante di Venezia (1910)
- Pia de' Tolomei (1910)
- La morte civile (1910)
- Re Lear (1910)
- Rigoletto (1910)
- Bonifacio VIII (1911)
- La contessa di Challant e Don Pedro di Cordova (1911)
- Marozia (1911)
- Cesare Borgia (1912)
- Lucrezia Borgia (1912)
- Ritratto dell'amata (1912)
- L'assalto fatale (1913)
- L'ultima danza (1915)